# Bathyraja aleutica
Bathyraja aleutica és una espècie de peix de la família dels raids i de l'ordre dels raïformes.

## Morfologia
- Els mascles poden assolir 161 cm de longitud total i 23,1 kg de pes.[1][2]

## Reproducció
És ovípar i les femelles ponen càpsules d'ous, les quals presenten com unes banyes a la closca.

## Hàbitat
És un peix marí i d'aigües profundes que viu entre 15-1.602 m de fondària.

## Distribució geogràfica
Es troba a l'oceà Pacífic nord: des del nord del Japó fins a les Illes Aleutianes i el sud-est d'Alaska.

## Observacions
És inofensiu per als humans.